# Cephalgy
Cephalgy – niemiecki zespół dark electro-gotycki powstały w 1997 roku w Dreźnie początkowo znany pod nazwą SvenWest. Obecna nazwa pochodzi od słowa cephalalgia, nie mającego bezpośredniego odpowiednika w języku polskim, a oznaczającego ból głowy.

## Historia
Początki istnienia zespołu datują się na rok 1997, kiedy to Rico Schmidt i Jörg Göhler założyli wspólny projekt muzyczny. Zespół nie miał nawet nazwy i przetrwał około roku, kiedy to został porzucony a założyciele zajęli się innymi projektami. W roku 1999 obaj spotkali się ponownie. W tym czasie Jörg współpracował ze Swenem Westem, w efekcie nowy projekt zyskał nazwę SvenWest.  
Zespół zorganizował na własną rękę pierwsze koncerty na żywo. Podczas jednego z nich, odbywającego się w klubie "Club Achtermai" w Chemnitz doszło do spotkania z Ivo Lottigiem i Kay Reschem znanych z grupy Accessory. Obaj akurat nagrywali swój pierwszy album promo w jakości studyjnej. Podczas tych nagrań Kay Resch zorganizował również dla nich kontrakt z wytwórnią Out of Line. W roku 2003 Sven West opuścił zespół i pojawił się problem z nazwą zespołu, od tego momentu projekt przyjął nazwę Cephalgy. Na miejsce Svena pojawił się Ronny wspierając Cephalgy jako klawiszowiec. 
Grupa koncertowała ze zmiennym szczęściem aż do roku 2004, kiedy to została zauważona przez zespół Blutengel i zaproszona jako support dużej trasy koncertowej o nazwie Daemon Kiss. Był to przełomowy moment w historii zespołu, od tej chwili uzyskali rozpoznawalność a ich kariera nabrała rozpędu. W tym samym roku odchodzi jednakże Rico Schmidt argumentując niemożnością pogodzenia życia prywatnego z zespołem. Zastępuje go Stella, występując z grupą do grudnia 2006 roku. Od tego czasu w zespole nie dochodzi już do większych zmian w składzie.   
Koncerty zespołu odbywają się najczęściej w Niemczech. Bardzo często są to wspólne występy z grupami Funker Vogt lub Blutengel. W grudniu 2014 grupa supportowała jubileuszowy koncert 15 lecia zespołu Blutengel. Prócz tego Cephalgy gości też na największych festiwalach rocka gotyckiego. Warto tu wymienić takie występy jak Wave-Gotik-Treffen w Lipsku w latach 2003, 2010 i 2017, Amphi Festival 2006 w Kolonii, Out Of Line Weekender w Berlinie w roku 2017 czy show podczas Mera Luna 2018 w Hildesheim.   
Zespół gościł w Polsce w ramach Collapsed City Festiwal 30 października 2009 roku w DK Słowianin w Szczecinie.   

## Styl muzyczny
Zespół łączy przeciwstawne style muzyczne gothic oraz electro z mieszanką mrocznych i tanecznych dźwięków. Mroczne teksty łączą się z ponurym śpiewem, dudnieniem electro i dźwiękami sekwencerów. Monumentalny wręcz EBM przenika atmosferyczną ciemną falę. Teksty są bardzo ciężkie, mówiące o apokaliptycznych wizjach i tęsknocie za śmiercią. Teksty te są podkreślone przez porywające rytmy i mimo wszystko chwytliwe melodie. Natomiast w składzie scenicznym jest to czyste electro z dwiema klawiaturami i wokalistą. 

## Skład zespołu[12]
- Jörg (wokal, kompozytor, lider)
- Chris (instrumenty klawiszowe, wokal wspierający)
- Ronny (instrumenty klawiszowe)
- Sanny (wokal, kompozytor, instrumenty klawiszowe)

## Dyskografia[13]

### Dema
- Warum (Demo CDM; 2001; dystrybucja własna)
- Cephalgy (Demo CDA; 2002; dystrybucja własna)
- Weisses Fleisch EP (Demo EP; 2003; dystrybucja własna)

### Albumy
- Engel Sterben Nie (CDA; 1 marca 2004; Out Of Line)
- Finde Deinen Dämon (CDA; 28 października 2005; Out Of Line)
- Moment Der Stille EP (EP; 13 października 2006; Out Of Line)
- Herzschlag (CDA; 10 października 2008; Out Of Line)
- Leid statt Liebe (CDA; 18 listopada 2011; Out Of Line)
- Gott Maschine Vaterland (CDA; 17 lutego 2017; Out Of Line)

### Kompilacje
- Sampler: Machineries Of Joy Vol. 4 - Was bleibt (CDA; 16 lutego 2007; Out Of Line)
- Sampler: Awake The Machines Vol. 6 - Tiefer (Cut Me Mix) (CDA; 9 maja 2008; Out Of Line)
- Sampler: Help Can't Wait Vol. 1 - Erinnerung (Adam Remix) (CDA; 30 października 2009; Black Rain)
- Sampler: Machineries Of Joy Vol. 7 - Rette Mich (CDA; 15 lipca 2011; Out Of Line)

### Remiksy
- Absurd Minds – Stop The Fall
- Accessory – Holy Machine
- Battle Scream – Fearful Eyes
- Blutengel – My Saviour
- Blutengel – Solitary Angel
- Das Ich – Zuckerbrot & Peitsche
- Head-Less – Adore
- Hocico – About A Dead
- Jesus And The Gurus – So F*cking Special
- La Magra – Phoenix
- Lost Area – Phentesilea
- Solitary Experiments – Immortal
- To Avoid – Last Resort
- Wynardtage – Cold Massive Blue